# Syndrome grippal
Pour les articles homonymes, voir ILI.
 Mise en garde médicale
Un syndrome grippal ou pseudo-grippal (en anglais, influenza-like illness ou ILI) est un syndrome exclusivement clinique, comportant les principaux symptômes évoquant un diagnostic de grippe, ou d'autres infections respiratoires aigües.  Un syndrome grippal en période d'épidémie de grippe est considéré comme une grippe (provoquée par un virus de la grippe), sauf arguments contraires.  
C'est une désignation provisoire d'attente et de surveillance, susceptible d'évoluer. 

## Signes cliniques
Un syndrome grippal (ou « grippe clinique » en période d'épidémie de grippe) n'a pas de définition consensuelle mondiale, ce qui pose un problème pour la comparaison internationale de données concernant les syndromes grippaux. Des pays adoptent une définition précise pour leur surveillance nationale, alors que d'autres font confiance au jugement de leurs médecins.
De manière générale, il associe les signes cliniques suivants :

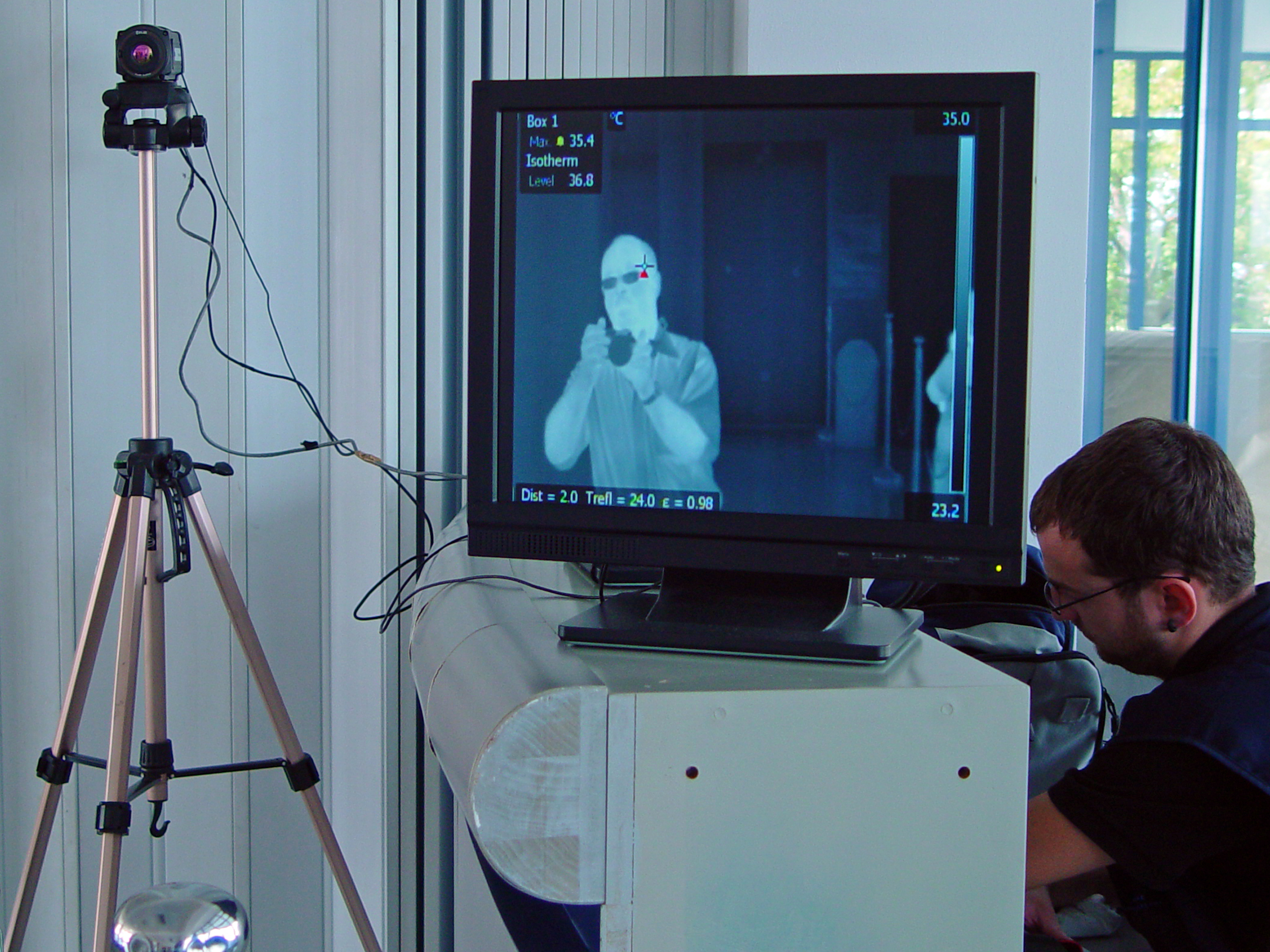
Caméra thermique et son écran, aéroport d'Ioannina (Grèce), pour détecter la fièvre lors de la pandémie A(H1N1) de 2009.

- fièvre d'apparition aiguë supérieure à 39 °C ;
- frissons, céphalées, douleurs musculaires (myalgies) ;
- symptômes respiratoires, à type de toux sèche (sans crachats), dyspnée ;
- asthénie, anorexie, sensation de malaise général.

En France, la définition retenue par le réseau de surveillance Sentinelles est : fièvre égale ou supérieure à 39 °C d'apparition brutale, myalgies et signes respiratoires.
Selon les études analysant la valeur des associations en situation d'épidémie de grippe, la présence d'une fatigue, de frissons, de fièvre depuis plus de trois jours, ou d'une fièvre associée à la toux était fortement liée à la grippe (confirmée par diagnostic virologique). Au contraire, l'absence d'altération de l'état général ou l'absence de toux sont peu évocateurs de grippe.
En période épidémique, il apparait que la fièvre et la toux sont des critères majeurs, surtout chez les personnes âgées, en association avec la fatigue comme critère secondaire. Ces critères sont spécifiques à près de 60 à 75% (lorsqu'ils sont observés en période de grippe),.

## Formes selon l'âge
Avant l'âge de 1 an, la grippe est le plus souvent asymptomatique, mais si elle se manifeste elle prend une forme grave.
Avant l'âge de 5 ans, le syndrome grippal est minime, pouvant prendre une forme non spécifique et inattendue, d'autant plus que l'enfant est plus jeune. Par exemple : une somnolence (50% des cas avant 4 ans), des signes digestifs (douleurs, nausées, vomissements, diarrhée...).
Chez le sujet âgé, certains symptômes peuvent être moins fréquents (frissons, myalgies) et d'autres plus fréquents (dyspnée) que dans le syndrome grippal classique. Le sujet âgé peut aussi présenter d'autres manifestations : confusion mentale, déshydratation, chute, troubles digestifs, surinfections et décompensations cardiovasculaires et respiratoires,.

## Causes

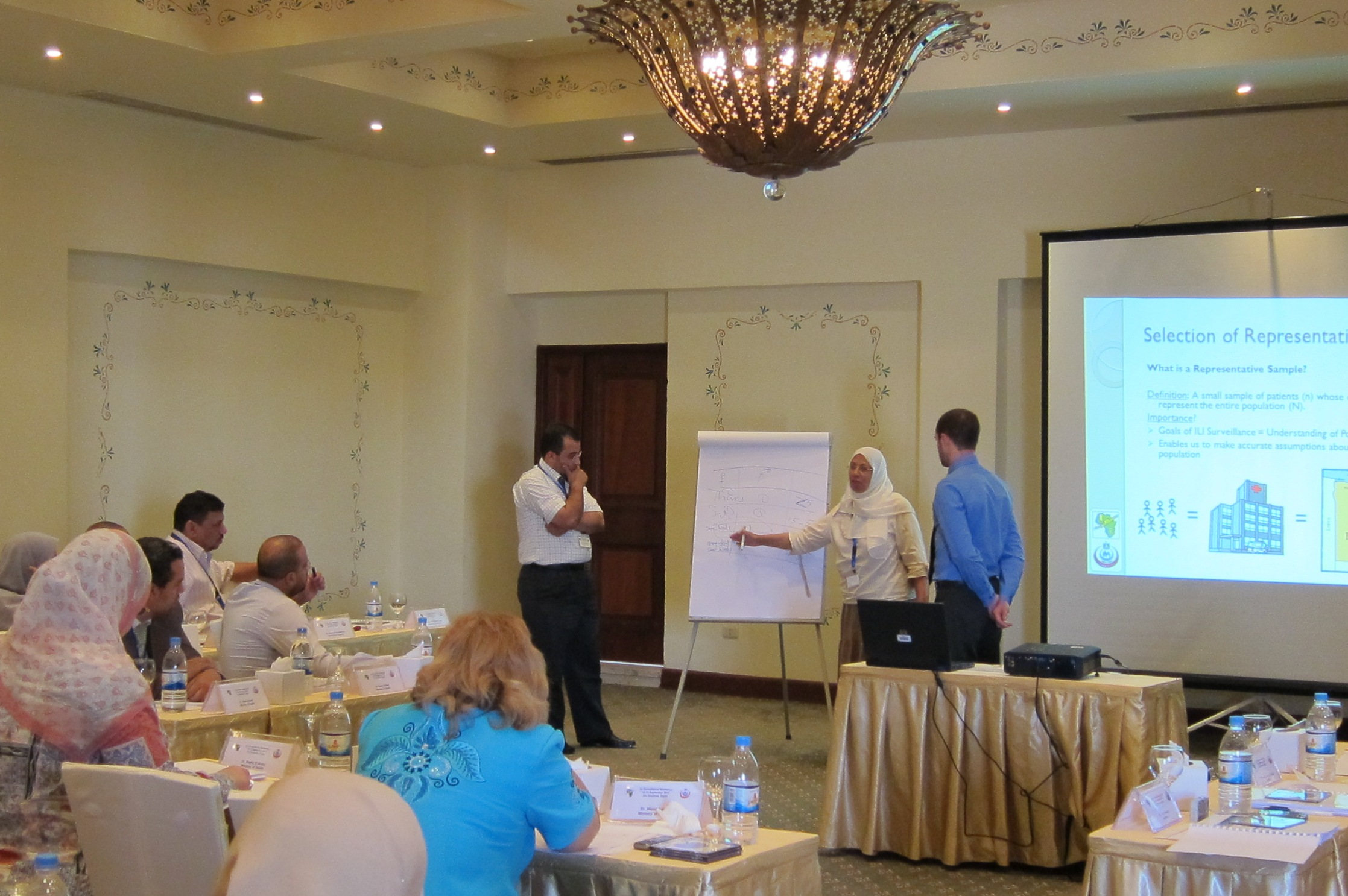
Première réunion de travail du réseau de surveillance des syndromes grippaux de l'US Navy en Égypte (septembre 2011).

Les principaux virus donnant un syndrome grippal sont :
- les virus de la grippe, responsables de la grippe
- les virus parainfluenza
- le virus respiratoire syncytial (VRS)
- le virus de l'hépatite A
- les adénovirus
- les rhinovirus
- les entérovirus
- les coronavirus.

En cas d'insuffisance rénale grave, penser à l'hantavirus .
Des infections bactériennes peuvent débuter comme des syndromes grippaux. Par exemple : à  Mycoplasma pneumonia, à Chlamydia pneumoniae, à Coxiella burnetii. 
Des rhinites allergiques intenses (mouchage important avec céphalées) peuvent se présenter comme des syndromes grippaux chez certains patients.

## Diagnostic
En période épidémique de grippe, le diagnostic de grippe reste essentiellement clinique (syndrome grippal), suffisant dans la majorité des cas (pratique courante de ville). 
En cas de doute diagnostique (d'une forme sévère), pour les cas hospitalisés, ou pour des études épidémiologiques, le diagnostic de certitude de grippe, ou d'une autre cause, repose sur des examens biologiques et virologiques.

## Traitement
Le traitement est symptomatique, l'antibiothérapie est inutile puisqu'il s'agit d'une infection virale, sauf complications bactériennes (surinfections) ou dans des cas rares d'infections bactériennes avec tableau grippal trompeur.
En France, en période de grippe, le HCSP ne recommande pas les antiviraux INA (inibiteur de la neuraminidase) chez les personnes symptomatiques, sans signe de gravité, et sans facteurs de risque. Le traitement curatif par INA est réservé aux personnes jugées à risque de complications, avec forme grave d'emblée ou s'aggravant progressivement, ou personnes hospitalisées pour grippe. L'efficacité de ce traitement étant liée à sa précocité, il doit être administré sans attendre une confirmation biologique.
Un traitement de présomption par INA peut être recommandé chez des personnes asymptomatiques à risques très élevés (comorbidités graves ou instables) en contact étroit avec un cas de grippe confirmée ou syndrome grippal typique.